# Policejní psychologie
Policejní psychologie je jednou z aplikovaných disciplín psychologie a zároveň odvětvím forenzní psychologie.

## Práce
- vytváří pravděpodobný profil pachatele
- spolupráce u policejního výslechu
- přítomný u vyšetřování trestných činů, kde jsou pachateli mladiství
- pomoc policistům – (úmrtí kolegy)
- krizové situace – hromadné neštěstí
- vyjednávání – u rukojmích, pokusu o sebevraždu,
- detekce podvodu – detekce lži